# 5849 Bhanji
5849 Bhanji è un asteroide della fascia principale. Scoperto nel 1990, presenta un'orbita caratterizzata da un semiasse maggiore pari a 3,1827303 au e da un'eccentricità di 0,0091787, inclinata di 22,54608° rispetto all'eclittica.